# Seznam britanskih dirigentov
Seznam britanskih dirigentov.

## A
- Thomas Adès

## B
- Thomas Beecham
- Martyn Brabbins

## E
- Mark Elder
- Vernon Elliott

## F
- Robert Farnon

## G
- Alexander Gibson
- Reginald Goodall
- Ron Goodwin
- Arthur Greenslade

## H
- Daniel Harding

## J
- Graeme Jenkins
- James Judd
- Vladimir Jurowski

## L
- Raymond Leppard

## M
- Peter Manning

## N
- Roger Norrington

## P
- Andrew Parrott

## R
- Simon Rattle

## S
- Georg Solti
- Walter Susskind

## T
- Bramwell Tovey